# 지정학의 기초
《지정학의 기초: 러시아의 지정학적 미래》는 알렉산드르 두긴의 지정학 서적이다. 1997년에 출판된 이 책은 러시아에서 호평을 받았다. 《지정학의 기초》는 러시아 군대, 경찰 및 외교 정책 엘리트들에게 상당한 영향을 미쳤으며 러시아 합동군사참모대학교의 교과서로 쓰였다. 이후 신유라시아주의 사상을 바탕으로 국수주의 및 신파시스트 이념을 지지하는 러시아 정치 분석가이자 러시아 참모대학교와도 긴밀한 관계를 발전시킨 두긴에게 러시아 정치인들은 흥미를 갖게 되었다.
두긴은 참모대학교의 장군 니콜라이 클로토프를 공동 저자이자 그에게 주요한 영감을 준 사람으로 꼽지만 클로토프는 이를 부인한다. 러시아 국방부 국제부 국장인 중령 레오니드 이바노프는 이 책의 초안 작성을 도왔다.

## 사용
클로토프는 이 책이 향후 "새로운 군령을 준비하기 위한 강력한 이념적 토대가 될 것"이라고 말했다. 두긴은 이 책이 많은 러시아 교육 기관에서 교과서로 채택되었다고 주장했다. 러시아 국가두마의 전 의장 게나디 셀레즈뇨프는 두긴의 지정학 고문이었으며, "두긴의 지정학적 교리를 학교 교육 과정의 필수 과목으로 할 것을 촉구했다."
이 책은 2022년 러시아의 우크라이나 침공으로 이어진 블라디미르 푸틴의 외교 정책에 영향을 미쳤을 수도 있다.

## 내용
《지정학의 기초》에서 두긴은 미국과 대서양주의가 유라시아에서 영향력을 잃을 것이라 예상하고, 러시아에 합병 및 동맹을 통한 영향력 재건을 촉구한다. 이 책은 "러시아인의 세계 지배를 위한 전투"가 끝나지 않았으며, 러시아는 "새로운 반부르주아, 반미 혁명의 무대"로 남아 있다고 단언한다. 유라시아 제국은 "공동의 근본적인 원칙, 즉 대서양주의와 미국의 전략적 통제 거부, 그리고 자유주의적 가치가 우리를 지배하도록 허용하지 않는 것"에 따라 건설될 것이라고도 적었다.
군사 작전의 역할은 상대적으로 작다. 《지정학의 기초》는 러시아 특수부대가 주도하는 체제 전복, 사회불안 및 역정보 전략 등을 옹호한다. 또한 러시아의 가스, 석유 및 천연 자원을 적극 활용하여 다른 국가를 괴롭히고 압박함으로써 작전을 지원해야 한다고 적었다. 그리고 "(향후) 최대 과제는 유럽 전체의 '핀란드화'"라고 명시하고 있다.
유럽 관련 언급은 다음과 같다.
- 독일은 중부 유럽과 동부 유럽에 위치한 대부분의 개신교와 가톨릭 국가에 대해 '사실상'의 정치적 지배권을 제공받아야 한다. 칼리닌그라드 주는 독일에 반환될 수 있다. 이 책은 "모스크바-베를린 동맹"이라는 용어를 사용한다.[9]
- 프랑스는 독일과 함께 블록을 형성하도록 장려해야 한다. 둘 다 "확고한 반(反)대서양주의 전통"이 있기 때문이다.[9]
- 단순히 '미국의 치외부유기지'로 묘사되는 영국은 유럽과 단절되어야 한다.[9]
- 핀란드는 러시아에 흡수되어야 한다. 남부 핀란드는 카렐리야 공화국과 결합되고 북부 핀란드는 "무르만스크주에 증여"해야 한다.[9]
- 에스토니아는 독일의 영향권 하에 두어야 한다.[9]
- 라트비아와 리투아니아는 유라시아-러시아 영역에서 "특별한 지위"를 부여받아야 하지만 차후 러시아에 통합되어야 한다고 썼다.[9]
- 벨라루스와 몰도바는 러시아의 일부가 된다.[9]
- 폴란드는 유라시아 영역에서 "특별한 지위"를 부여받아야 한다.[9]
- 루마니아, 북마케도니아, 세르비아, " 세르비아 보스니아", 그리스 ("동방 정교회 집단주의자")는 "제3의 로마 모스크바"와 연합하고 "합리적 개인주의적 서방"을 거부한다.[9]
- 우크라이나는 러시아에 합병되어야 한다. "우크라이나는 지정학적 의미, 특별한 문화적 의의, 보편적 중요성, 지리적 특이성, 인종적 배타성도 없고, 특정한 영토 야망은 유라시아 전체의 엄청난 위험이다. 우크라이나 문제 해결 없는 대륙 정치 논의는 총체적으로 무의미하다." 우크라이나는 완충지대가 아닌 이상 독립되어서는 안 된다.[9]

중동 및 중앙 아시아 언급은 다음과 같다.
- 이 책은 "반대서양주의 전략의 기초"에 있는 "대륙 러시아-이슬람 동맹"을 강조한다. 동맹은 "러시아와 이슬람 문명의 전통적 성격"을 기반으로 한다.
- 이란은 핵심 동맹국이다. 이 책은 "모스크바-테헤란 동맹"이라는 용어를 사용한다.[9]
- 아르메니아는 특별한 역할이 있다. "전략적 기지" 역할을 할 것이며 "[부수적인] 모스크바-예레반-테헤란 동맹" 구축에 필요하다. 아르메니아인은 "이란인과 쿠르드족과 같은 아리아인"이다.[9]
- 아제르바이잔은 "분할"되거나 이란에 양도될 수 있다.[9]
- 조지아는 해체되어야 한다. 압하지야와 "통합 오세티야" (조지아의 남오세티야 포함)는 러시아에 통합된다. 조지아의 독립 정책은 용납될 수 없다.[9]
- 러시아는 터키에서 "지정학적 충격"을 일으킬 필요가 있다. 이는 쿠르드인, 아르메니아인 및 기타 소수 민족을 포섭함으로써 달성할 수 있다.[9]
- 이 책은 캅카스를 "카스피해의 동쪽과 북쪽 해안(카자흐스탄과 투르크메니스탄의 영토)"과 중앙아시아(카자흐스탄, 우즈베키스탄, 키르기스스탄, 타지키스탄 언급)를 포함한 러시아 영토로 간주한다.[9]

동아시아 및 동남아시아 언급은 다음과 같다.
- 러시아에 위협이 되는 중국(중화인민공화국)은 "최대한 해체되어야 한다". 두긴은 러시아가 티베트 – 신장 – 내몽골 – 만주를 안전지대로 삼는 것부터 시작해야 한다고 제안한다.[1] 러시아는 지정학적 보상으로 "남방 - [인도차이나 (베트남 제외), 필리핀, 인도네시아, 오스트레일리아]" 정책에 대해 중국을 도와야 한다.[9]
- 러시아는 일본에 쿠릴열도를 제공하고 반미주의를 조장함으로써 일본 정치를 조작해야 한다.[9]
- 몽골은 유라시아-러시아에 흡수되어야 한다.[9]

《지정학의 기초》는 러시아가 반미주의를 도처에 퍼트려야 한다고 주장한다. "주된 '희생양'은 바로 미국이 될 것이다."
미국 관련 언급은 다음과 같다.
- 러시아는 불안정과 분리주의를 조장하기 위해 미국 국경 내에서 특수부대를 파견해야 한다. 예를 들어 "아프리카계 미국인 인종차별주의자들"을 자극해야 한다다. 러시아는 "미국 내부 활동에 지정학적 무질서를 유발하고, 모든 종류의 분리주의와 인종, 사회 및 인종 갈등을 조장, 모든 반체제 운동(극단주의, 인종차별, 종파적 그룹)을 적극적으로 지원하여 미국 내부 정치 과정을 불안정하게 만들 것이다. 이는 동시에 미국 정치가들이 고립주의 성향을 지지하게 되는 의의가 있다."[9]

이 유라시아 프로젝트는 중남미로 확장될 수 있다.

## 비평 및 영향
후버 연구소의 선임 연구원인 존 B. 던롭은 "이 의도된 '유라시아주의자' 교과서가 주요 러시아 엘리트에 미친 영향은 옐친 말기와 푸틴 집권기 신파시스트 사상과 정서가 우려스러울 정도로 떠오른 것으로 증명된다"라고 말했다. 역사학자 티모시 스나이더는 《뉴욕 리뷰 오브 북스》에서 나치에 영향을 받은, 보수적 국제 질서의 지지자인 카를 슈미트의 연구가 《지정학의 기초》에 영향을 주었다고 썼다 . 그는 또한 유라시아주의와 국민볼셰비즘 이념을 전파하는 데 두긴이 주요한 역할을 했다고 언급했다.
《포린 폴리시》는 이 책을 "소련 이후의 러시아에서 나온 가장 흥미롭고 인상적이며 두려운 책 중 하나"이며 "두긴의 전작에 비해 더 냉철하고 논쟁적이며 오컬트, 수비학, 전통주의 및 기타 괴상한 형이상학적 참고문헌을 쳐냈다"고 서술했다.. 2022년 《포린 폴리시》는 또한 "최근 우크라이나 침공은 국제 자유 질서를 약화시키기 위해 두긴이 조장한 전략의 연속"이라고 언급했다. 안톤 셰호프초프에 따르면 이 책의 표지에는 현대 오컬트에서 혼돈 마법을 나타내는 상징인 혼돈의 별이 묘사되어 있다. 이 상징은 오컬트 및 오컬트 상징주의에 대한 두긴의 관심사와 일치한다. 책이 출판된 후 두긴은 이 상징을 자신이 창당한 유라시아당의 로고로 사용했다.

## 같이 보기
- 러시아의 지정학
- "러시아는 우크라이나에 대응하여 무엇을 해야 하는가"
- 라시즘